# 齊哈內
48°52′1″N 26°6′0″E / 48.86694°N 26.10000°E
齊哈內（羅馬化：Tsyhany）是位於烏克蘭西部特諾皮爾州裏喬爾特基夫區的村莊，處於齊甘卡河畔，分別距離洛夏奇3公里和穆什卡蒂夫卡4公里，面積6.17平方公里，2001年人口1,511。